# 1970-es Formula–1 brit nagydíj
Az 1970-es Formula–1 világbajnokság hetedik futama a brit nagydíj volt.

## Futam
A brit nagydíjon Surtees már saját csapatával volt jelen. A Ferrarinál Regazzoni indult a második autóval, míg a Lotus indított egy harmadik autót (egy régi 49-est) a fiatal Emerson Fittipaldival. Rindt elmondta Colin Chapmannek, hogy az év végén visszavonul. Az időmérő edzésen Rindt szerezte meg a pole-t Brabham, Ickx, Oliver és Hulme előtt.
A rajt után Ickx vezetett, de a 7. körben a Ferrari az erőátvitel meghibásodása miatt kiesett. Ugyanekkor Rindt megelőzte Brabhamet, így az élre került. Brabham nem adta fel a versenyt, végig az osztrák közelében haladt. Oliver BRM-jének motorja az 55. körben tönkrement, a harmadik helyre Hulme jött fel. A 69. körben Rindt elveszített egy sebességet, Brabham azonnal megelőzte. Úgy tűnt, az ausztrál nyeri a versenyt, de az utolsó körben autójából kifogyott az üzemanyag. Brabham betolta autóját a célba, Rindt pedig 13 másodperces hátrányból utolérte, és győzött. Hulme már messze volt Brabhamtől, akit így a második helyre rangsoroltak.
| Helyezés | #  | Versenyző            | Csapat/Motor       | Futott körök | Idő/Kiesés oka      | Rajthely | Pontszám |
| -------- | -- | -------------------- | ------------------ | ------------ | ------------------- | -------- | -------- |
| 1        | 5  | Jochen Rindt         | Lotus-Ford         | 80           | 1h57:02,0           | 1        | 9        |
| 2        | 17 | Jack Brabham         | Brabham-Ford       | 80           | + 32,9              | 2        | 6        |
| 3        | 9  | Denny Hulme          | McLaren-Ford       | 80           | + 54,4              | 5        | 4        |
| 4        | 4  | Clay Regazzoni       | Ferrari            | 80           | + 54,8              | 6        | 3        |
| 5        | 16 | Chris Amon           | March-Ford         | 79           | + 1 kör             | 17       | 2        |
| 6        | 14 | Graham Hill          | Lotus-Ford         | 79           | + 1 kör             | 22       | 1        |
| 7        | 2  | François Cevert      | March-Ford         | 79           | + 1 kör             | 14       |          |
| 8        | 28 | Emerson Fittipaldi   | Lotus-Ford         | 78           | + 2 kör             | 21       |          |
| 9        | 27 | Ronnie Peterson      | March-Ford         | 72           | + 8 kör             | 13       |          |
| HN       | 29 | Pete Lovely          | Lotus-Ford         | 69           | Helyezés nélkül     | 23       |          |
| Kiesett  | 32 | Dan Gurney           | McLaren-Ford       | 60           | Olajnyomás          | 11       |          |
| Kiesett  | 22 | Pedro Rodríguez      | BRM                | 58           | Baleset             | 15       |          |
| Kiesett  | 23 | Jackie Oliver        | BRM                | 54           | Motorhiba           | 4        |          |
| Kiesett  | 1  | Jackie Stewart       | March-Ford         | 52           | Kuplung             | 8        |          |
| Kiesett  | 20 | John Surtees         | Surtees-Ford       | 51           | Olajnyomás          | 19       |          |
| Kiesett  | 8  | Henri Pescarolo      | Matra              | 41           | Baleset             | 12       |          |
| Kiesett  | 7  | Jean-Pierre Beltoise | Matra              | 24           | Kerék               | 10       |          |
| Kiesett  | 26 | Mario Andretti       | March-Ford         | 21           | Felfüggesztés       | 9        |          |
| Kiesett  | 15 | Jo Siffert           | March-Ford         | 19           | Felfüggesztés       | 20       |          |
| Kiesett  | 6  | John Miles           | Lotus-Ford         | 15           | Motorhiba           | 7        |          |
| Kiesett  | 24 | George Eaton         | BRM                | 10           | Olajnyomás          | 16       |          |
| Kiesett  | 3  | Jacky Ickx           | Ferrari            | 6            | Erőátvitel          | 3        |          |
| Kiesett  | 11 | Andrea de Adamich    | McLaren-Alfa Romeo | 0            | Üzemanyag szivárgás | 18       |          |

## Statisztikák
Vezető helyen:
- Jacky Ickx: 6 (1-6)
- Jochen Rindt: 63 (7-68 / 80)
- Jack Brabham: 11 (69-79)

Jochen Rindt 5. győzelme, 9. pole-pozíciója, Jack Brabham 12. leggyorsabb köre.
- Lotus 40. győzelme.

Dan Gurney utolsó, Emerson Fittipaldi első versenye.